# 帶紋巨牙天竺鯛
帶紋巨牙天竺鯛（學名：Cheilodipterus zonatus），又稱帶紋巨齒天竺鯛，為輻鰭魚綱鈎頭魚目天竺鯛科巨牙天竺鯛屬下的一個種，分布於西太平洋區，包括菲律賓、印尼、馬來西亞、澳洲大堡礁、巴布亞紐幾內亞與所羅門群島海域，深度2至25公尺，本魚體延長，呈長橢圓形，頭大、眼大、口大且斜裂，具犬齒，前鰓蓋骨邊緣具鋸齒，體被櫛鱗，身體中部有黑色條紋，與瞳孔一樣寬，逐漸變細至中間尾鰭條基部的一點，身體和頭部下面是黃色，在吻部和胸鰭後面，中側條紋以狹窄的黃白色區域為邊界，身體和頭部中部外側條紋以上白色，但頭頂有黃色色調，背條紋深灰色，與背鰭之間有一條狹窄的白色區域分開，魚鰭蒼白，背鰭硬棘7枚、背鰭軟條9枚、臀鰭硬棘2枚、臀鰭軟條8枚，體長可達8公分，棲息在珊瑚礁，小群活動，肉食性，以小魚為食，繁殖期時，雄魚具有口孵習性，卵約7日化成仔魚，由雄魚吐出，具短暫的仔魚飄浮期，生活習性不明。